# التاريخ المبكر لتنظيم الغذاء في الولايات المتحدة
بدأ التاريخ المبكر لتنظيم الغذاء في الولايات المتحدة مع قانون الغذاء النقي والأدوية لعام 1906، عندما بدأت الحكومة الفيدرالية للولايات المتحدة بالتدخل في شركات الأغذية والعقاقير. حيث ثبت أن مشروع القانون غير فعال، فقامت إدارة الرئيس فرانكلين دي روزفلت بتنقيحه في القانون الفيدرالي للأغذية والأدوية ومستحضرات التجميل لعام 1937. وقد مهد هذا الأمر لمزيد من التدخل الحكومي في أسواق الغذاء والدواء والأسواق الزراعية.

## حركة الأغذية النقية
كانت حركة الأغذية النقية في السبعينيات من القرن التاسع عشر حركة شعبية خلقت المصدر الرئيسي للدعم السياسي لقانون الأغذية والأدوية لعام 1906. كان ائتلافا من عدة مجموعات مختلفة، وهذا هو السبب في أنها أصبحت ذات نفوذ كبير.